# Parliamo al singolare
Parliamo al singolare è un brano musicale di Nek pubblicato nel 2002 come secondo singolo estratto dall'album Le cose da difendere dopo Sei solo tu.

## Video
Il video musicale della canzone è ambientato in una casa dove Nek, affiancato da alcune immagini di ricordi avvenuti nell'abitazione, canta sulle note della canzone.

## Formazione
- Nek - voce, cori, chitarra elettrica
- Paolo Costa - basso, contrabbasso
- Alfredo Golino - batteria
- Massimo Varini -  chitarra elettrica, cori, chitarra solista
- Dado Parisini - tastiera, programmazione